# Экологическое оружие

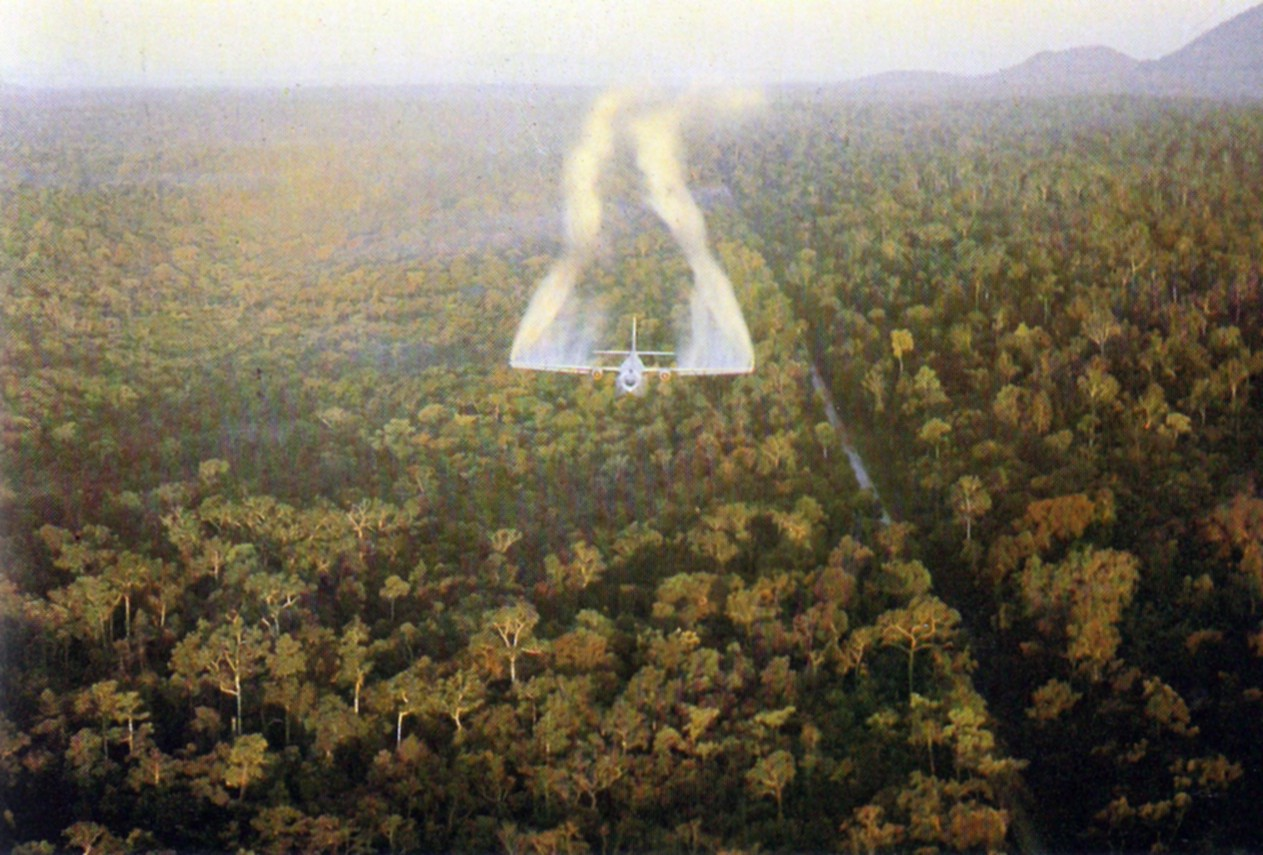
Распыление дефолиантов с американского самолёта во время операции «Ranch Hand» (1962 год)

Экологическое оружие или биосферное оружие — одна из разновидностей геофизического оружия, поражающим фактором которого является нанесение масштабного химико-биологического, термического или механического ущерба критически важным элементам среды обитания противника.

## Описание и общие положения
С точки зрения западных военных специалистов среда обитания противника должна рассматриваться в совокупности своих основополагающих компонент, коими являются биосфера, техносфера и инфосфера. Экологическое оружие изначально задумывается для нанесения удара по ключевым сегментам биосферы, ресурсы которой ограничены, не всегда возобновляемы и имеют исключительную важность для выживания человека как биологического вида. В этом отношении экологическое оружие попадает в разряд средств глобального уничтожения и нередко рассматривается как один из наиболее опасных видов вооружений.
Задействование экологического оружия может дать результат в виде поражения посевных площадей, пастбищ, лесных массивов, загрязнения атмосферы, водоёмов и почв. В качестве средств доставки химико-биологических агентов (например — фитотоксикантов) могут применяться распылительные агрегаты на авиационных или наземных платформах, термических средств — зажигательное оружие, механических средств — инженерная техника, фугасные боеприпасы и т. п..
Последствия применения экологического оружия могут принять необратимый характер: вследствие уничтожения лесов беднеет флора и фауна, изменяется водный режим, интенсифицируются эрозионные процессы в плодородных почвах, что в конечном счёте может привести к неблагоприятному локальному изменению климата.
Пионерами в разработке и использовании экологического оружия стали американские вооружённые силы во время боевых действий в Юго-Восточной Азии в 60-х годах XX века, которые вели экологическую войну во Вьетнаме. По оценкам многих экспертов во Вьетнаме пагубному воздействию распыляемых американцами гербицидов, дефолиантов и десикантов подверглось около половины всех лесов и пахотных земель. Результатом стало заболачивание сельскохозяйственных угодий и обезлесивание обширных площадей, что сделало местный климат суше из-за нарушения естественного баланса экосистем. Нанесённый ущерб отразился не только на сельском и лесном хозяйстве страны, но и на здоровье местного населения.
В дальнейшем коалиционные силы стран НАТО активно применяли экологическое оружие в Афганистане под предлогом уничтожения плантаций опиумного мака.